# St. Ägidius (Dietfurt an der Altmühl)

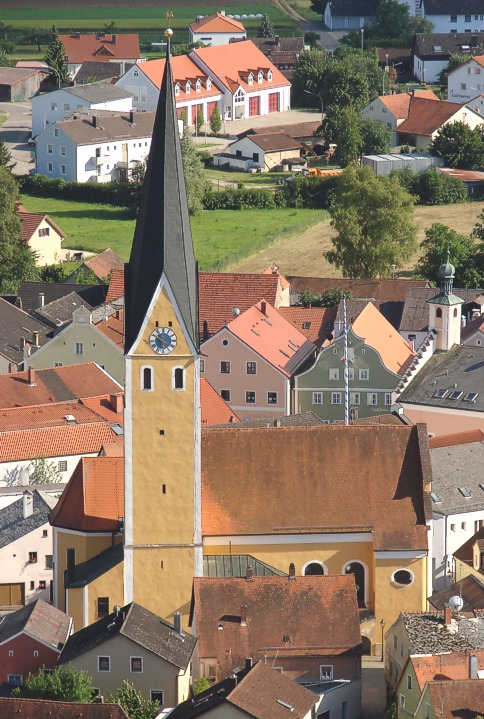
Stadtpfarrkirche St. Ägidius

St. Ägidius ist die römisch-katholische Pfarrkirche von Dietfurt an der Altmühl und dem heiligen Ägidius geweiht. Das Patrozinium wird am 1. September begangen. Kirchenpolitisch gehört die Pfarrei zum Bistum Eichstätt.

## Baugeschichte der Kirche
Erstmals wurde eine Kirche in Dietfurt im Jahr 1144 urkundlich erwähnt, allerdings liegen keine genaueren Angaben vor. Um das Jahr 1400 dürfte das Gotteshaus durch einen gotischen Neubau ersetzt worden sein, von dem heute noch der 60 m hohe Turm erhalten ist. Das Kirchenschiff wurde aufgrund des schlechten Bauzustandes nach Plänen des Eichstätter Hofbaudirektors Gabriel de Gabrieli in den 1730er-Jahren neu errichtet. Dabei verwendete man das Mauerwerk der gotischen Kirche, stockte es auf und verlängerte das Langhaus. Die Konsekration erfolgte am 24. September 1736, bis zur Vollendung der Innenausstattung vergingen noch 36 Jahre. Die letzte große Renovierung erfolgte 1998.

## Innenraum

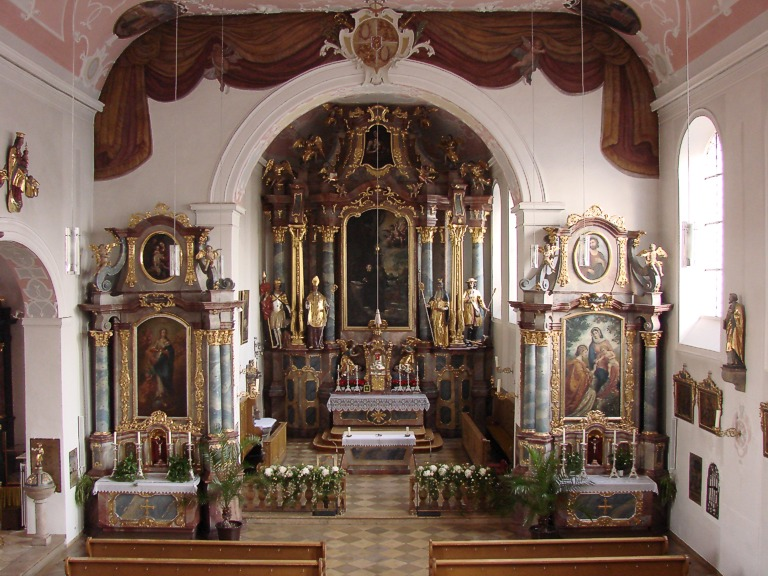
Innenraum

Der Innenraum hat eine Länge von 32 m und zeigt die für den Baumeister Gabrieli typische Gliederung mit Doppellisenen. Langhaus und Chor haben Spiegelgewölbe mit zartem Stuck. Die barocken Deckenbilder (Maler unbekannt) wurden 1863 von Carl von Waibel renoviert und zum Teil ausgebessert. Nach einer Übermalung 1884 wurden sie bei einer großen Renovierung 1964 wieder freigelegt. Auf dem einen der beiden großen Bilder ist Jesus als Krankenheiler zu sehen, das andere widmet sich dem Kirchenpatron, dem heiligen Ägidius und zeigt eine alte Stadtansicht mit dem Bürgermeister, wie er die Herzen der Dietfurter opfert.
Der mächtige Hochaltar beherrscht den Innenraum. Er wurde 1737 vom Eichstätter Altarbauer Johann Jakob Bochler errichtet. Die vier überlebensgroßen Heiligenfiguren (Florian, Willibald, Walburga, Wendelin) wurden 1754/1755 aufgestellt. Auf dem Hochaltarbild ist der heilige Ägidius mit Hirschkuh in seiner Einsiedelei in der französischen Camargue zu sehen. 
Der heutige Tabernakel wurde 1964 angebracht.

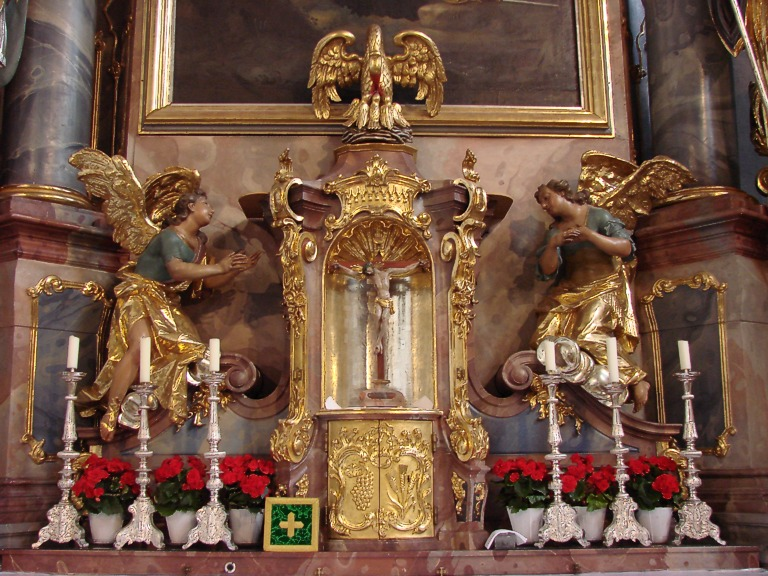
Tabernakel mit Anbetungsengeln

Die beiden wertvollsten Ausstattungsstücke der Kirche sind die beiden Anbetungsengel neben dem Tabernakel. Sie wurden von dem bekannten Rokokobildhauer Ignaz Günther geschaffen, der im nahen Altmannstein geboren worden war. 1768 wurden die beiden Engel von einem Münchner Goldschmied der Kirche von Dietfurt geschenkt.
Beide Nebenaltäre wurden ebenfalls von Johann Jakob Bochler 1739 errichtet. Während das Bild des Marienaltars aus der Barockzeit stammt, wurde jenes des Katharinenaltars 1929 angebracht. 
Die Kanzel ist ein Werk des Parsberger Bildhauers Hans Georg Waller aus dem Jahr 1771. Die Kreuzigungsgruppe an der südlichen Langhauswand stammt noch aus der gotischen Kirche. 
In der Seitenkapelle an der Nordseite befinden sich zwei Altäre: der Herz-Jesu-Altar wurde von Hans Georg Waller geschaffen. Den Sebastiansaltar von 1751 fertigte ein Dietfurter Schreiner an, das Altarbild, welches Dietfurt mit dem Pestpatron Sebastian zeigt, war bis 1964 in Privatbesitz und gelangte dann an seinen heutigen Ort.

## Orgel
Eine 1750 vom Münchner Orgelbauer Antonius Beyer gebaute Orgel wurde nach Wolfsbuch verkauft, wo sie 1910 in die dortige St. Andreaskirche eingebaut wurde. Die heutige Orgel in der Dietfurter Pfarrkirche wurde 1974 von der Orgelbaufirma Klais aus Bonn errichtet. Sie besitzt 22 klingende Register (verteilt auf 2 Manuale und Pedal), eine mechanische Spiel- und eine elektrische Registertraktur.
| I Hauptwerk |       |
| Principal   | 8′    |
| Gedackt     | 8′    |
| Octave      | 4′    |
| Rohrflöte   | 4′    |
| Quinte      | 2 ⁄3′ |
| Superoctave | 2′    |
| Mixtur IV   |       |
| Trompete    | 8′    |

| II Schwellwerk |       |
| Salicional     | 8′    |
| Rohrgedackt    | 8′    |
| Principal      | 4′    |
| Blockflöte     | 4′    |
| Hohlpfeife     | 2′    |
| Larigot        | 1 ⁄3′ |
| Sesquialter II |       |
| Cymbel IV      |       |
| Rohrschalmey   | 8′    |

| Pedal       |     |
| Subbass     | 16′ |
| Holzoctave  | 8′  |
| Spillpfeife | 8′  |
| Piffaro II  |     |
| Fagott      | 16′ |

## Glocken

### Geläute
Die Glockenstube der Stadtpfarrkirche beherbergt ein siebenstimmiges Geläute, wovon vier Glocken im Jahr 1989 neu gegossen wurden. Davor waren sechs Gussstahlglocken aus den Jahren 1947/1948 vorhanden (Tonfolge: es1–f1–g1–b1–c2–es2). Die größte dieser Glocken kann man an der Südseite der Kirche besichtigen, eine weitere (Schlagton c2) läutet im nahe gelegenen Schweinkofen zusammen mit einer alten Bronzeglocke, zwei andere wurden einer Gemeinde in Rumänien zur Verfügung gestellt und nochmals zwei weitere sind im Privatbesitz.

1989/1990 wurden die Gussstahlglocken durch neue Bronzeglocken ersetzt und die beiden aus dem Krieg zurückgekehrten Bronzeglocken in das neue Geläute integriert. Die große Ägidiusglocke ist die tontiefste Bronzeglocke der Diözese Eichstätt nach der Dreifaltigkeitsglocke im Eichstätter Dom (Schlagton a0, Gewicht 5.300 kg).
Zur tabellarischen Beschreibung des heutigen Geläutes: 
| Nr. | Name                       | Nominal | Gewicht (kg) | Durchmesser (mm) | Gussjahr | Gießer, Gussort                       |
| 1   | Ägidiusglocke              | h0 −9   | 3280         | 1667             | 1989     | Karlsruher Glocken- und Kunstgießerei |
| 2   | Marienglocke               | cis1 −9 | 2220         | 1480             | 1989     | Karlsruher Glocken- und Kunstgießerei |
| 3   | Friedensglocke             | e1 −12  | 1510         | 1288             | 1989     | Karlsruher Glocken- und Kunstgießerei |
| 4   | Schwedenglocke             | fis1 −6 | 1100         | 1180             | 1619     | Dionys Frei, München                  |
| 5   | Paternosterglocke          | a1 −2   | 0370         | 0860             | 1748     | Joseph Neumaier, Stadtamhof           |
| 6   | Sebastiansglocke           | h1 −9   | 0426         | 0849             | 1989     | Karlsruher Glocken- und Kunstgießerei |
| 7   | Sterbeglocke (Franz Xaver) | ca. g2  | 065          | 0525             | 1725     | Martin Neumaier, Stadtamhof           |

### Läuteordnung
Die Läuteordnung ist recht differenziert. Zum Angelus wird mit der Marienglocke um 5:45 Uhr, 12 Uhr und – je nach Jahreszeit – zwischen 17 und 21 Uhr geläutet. Beim abendlichen Angelus schließt sich die Sebastiansglocke zum Gedächtnis an die Verstorbenen an, am Donnerstag zusätzlich noch die Ägidiusglocke im Gedenken an die Todesangst Christi am Ölberg. Sonn- und Feiertage (auch unter der Woche) werden am Vortag um 15 Uhr mit dem Geläut zum Pfarrgottesdienst eingeläutet. Einzige Ausnahme bilder der Vortag des Ersten Advents, mit dem das neue Kirchenjahr beginnt und der deshalb mit dem Plenum eingeläutet wird. Am Sonntag erfolgt 30 Minuten vor Beginn der Messe ein Vorläuten (meist mit der größten Glocke des für den nachfolgenden Gottesdienst vorgesehenen Motivs), 15 Minuten vor Beginn wird zusammengeläutet.
Das Läuten zur Vesper an Weihnachten, Ostern, Pfingsten, am Patroziniumstag und am Kirchweihfest erfolgt mit demselben Motiv wie zum Pfarrgottesdienst, aber auf besonders festliche Weise: Zunächst erklingen die entsprechenden Glocken einzeln nacheinander, daran schließt sich das gemeinsame Läuten der Glocken an.
Die Sterbeglocke läutet in der Regel nur einzeln, lediglich zweimal im Jahr erklingt sie zusammen mit anderen Glocken: beim großen Trauergeläut am Allerseelentag zum allgemeinen Requiem in einem Teilmotiv und im Plenum am Vortag des Kirchenpatroziniums.
In der folgenden Übersicht ist bei den Sonn- und Feiertagen nur das Geläutemotiv für den Pfarrgottesdienst angegeben, für die Vorabendmesse sind normalerweise von der Glockenzahl und/oder Tonhöhe reduzierte Motive vorgesehen. 

| Anlass | Anzahl Glocken | 1  | 2    | 3  | 4    | 5  | 6  | 7  |
| Einläuten des Kirchenpatroziniums am Vortag | 7              | h0 | cis1 | e1 | fis1 | a1 | h1 | g2 |
| Christmette, 1. Weihnachtstag, Neujahrsnacht, Erscheinung des Herrn ("Dreikönig"), Osternacht (Gloria/Auszug), Ostersonntag, Christi Himmelfahrt, Pfingstsonntag, Fronleichnam, Hl. Willibald (Diözesanpatron), Hl. Ägidius (Kirchenpatron), Erstkommunion, Firmung, Primiz | 6              | h0 | cis1 | e1 | fis1 | a1 | h1 |    |
| Neujahr (Hochfest der Gottesmutter), Palmsonntag, 1. Mai (Hochfest der Schutzfrau Bayerns), Dreifaltigkeitssonntag, Mariä Himmelfahrt, Kirchweihfest, Allerheiligen, Christkönigssonntag                                                                                    | 5              | h0 |      | e1 | fis1 | a1 | h1 |    |
| Sonntage der Adventszeit | 3              |    | cis1 | e1 | fis1 |    |    |    |
| Sonntage der Weihnachts- und Osterzeit, Stephanustag, Sebastiansbruderschaftsfest, Ostermontag, Schutzengelsonntag, Erntedankfest, Rosenkranzfest | 5              |    | cis1 | e1 | fis1 | a1 | h1 |    |
| Sonntage der Fastenzeit | 3              |    | cis1 |    | fis1 | a1 |    |    |
| Sonntage im Jahreskreis | 4              |    |      | e1 | fis1 | a1 | h1 |    |
| Hochfeste an Werktagen | 4              |    | cis1 |    | fis1 | a1 | h1 |    |
| Feste an Werktagen | 4              |    |      | e1 | fis1 | a1 | h1 |    |
| Werktage | 3              |    |      |    | fis1 | a1 | h1 |    |
| Aschermittwoch, Gräbsersegnung (Allerheiligen) | 3              | h0 | cis1 | e1 |      |    |    |    |
| Pfarrrequiem (Allerseelen) (Großes Trauergeläut) | 4              | h0 |      |    | fis1 |    | h1 | g2 |
| Jahresschlussmesse | 4              | h0 | cis1 | e1 | fis1 |    |    |    |
| Bußgottesdienst | 3              |    |      | e1 | fis1 |    | h1 |    |
| Aussegnung | 2              |    |      | e1 | fis1 |    |    |    |
| Requiem | 3              |    |      | e1 |      | a1 | h1 |    |
| Taufe | 2              |    | cis1 | e1 |      |    |    |    |
| Hochzeit | 4              |    | cis1 | e1 | fis1 | a1 |    |    |
| Maiandacht | 2              |    |      |    | fis1 | a1 |    |    |